# Padmini Rout
Padmini Rout (née le 5 janvier 1994), est une joueuse d'échecs indienne, grand-maître féminine (depuis 2010) et maître international (titre mixte) des échecs depuis 2015.
Elle a remporté le championnat d'Asie d'échecs féminin en 2018 et quatre fois de suite le championnat d'Inde féminin de 2014 à 2017 .